# یواس‌اس جان پی کندی (۱۸۵۳)
یواس‌اس جان پی کندی (۱۸۵۳) (به انگلیسی: USS John P. Kennedy (1853)) یک کشتی بود.